# Кабаев, Марат Вазихович
Мара́т Вазихович Каба́ев (тат. Marat Wazíx uğlı Qabayev, Марат Вазыйх улы Кабаев; род. 27 мая 1961, Узун, Сурхандарьинская область) — советский и узбекистанский футболист. Мастер спорта СССР. До 11 мая 2016 являлся президентом ассоциации предпринимателей-мусульман Российской Федерации. С февраля 2017 года возглавляет созданную им Международную ассоциацию исламского бизнеса.

## Биография
Родился в татарской семье в городском посёлке Узун, Узунский район, в Сурхандарьинской области, Узбекской ССР, куда родители Марата Кабаева перебрались из Татарской АССР. Его отец Вазых Кабаев одно время был председателем республиканской федерации Узбекской ССР по национальной борьбе куреш. Однако сам Марат с детства увлекался футболом и баскетболом. Первый тренер — Владимир Матвеев.
Кабаев уже в 15 лет играл и тренировался в обществе «Трудовые резервы» Москва и Московская обл. (1976—1979). В 1979 году он начал выступать за термезский «Автомобилист». В 1980 году приглашён в «Пахтакор». Первый матч за «Пахтакор» провёл 28 сентября в Ташкенте со львовскими «Карпатами». Первый гол он забил в домашней игре в ворота симферопольской «Таврии».
Кабаев играл на позиции полузащитника атакующего плана, действовал под нападающими. Выделялся хорошей технической подготовкой, работоспособностью и большим радиусом действий. В конце своей игровой карьеры выполнял функции центрального защитника.
В 1981 году участвовал за молодёжную сборную СССР на международном турнире в городе Тулон (Франция). Привлекался к неофициальным играм за олимпийскую сборную СССР в 1983 году.
В 1986 играл за клуб первой лиги СКА (Ростов-на-Дону). В 1987 вернулся в «Пахтакор» и сразу же стал лучшим бомбардиром команды.
В 1989 году принял приглашение Евгения Кучеревского перейти в днепропетровский «Днепр», в составе которого стал обладателем Кубка Федерации. Однако вскоре на одной из тренировок получил травму и вынужден был некоторое время потратить на лечение. Выздоровев, принял участие в календарной игре против «Металлиста», где в одном из единоборств получил травму голеностопа. Кабаев выбыл на два месяца и в итоге попросил Кучеревского отпустить его обратно в «Пахтакор».
В том же 1989 вернулся в «Пахтакор», где провёл два сезона, помог команде выйти в высшую лигу. Кабаев в 1990 уехал в Израиль. В первой же игре забил гол, но из-за рецидива травмы контракт подписать не удалось.
В 1991 играл в команде 2-й лиги «Умид». В том же 1991 перешёл в клуб «Трактор» (Павлодар). Сначала играл во 2-й лиге, а с распадом СССР — в чемпионате Казахстана. Был капитаном команды, в 1993 стал чемпионом Казахстана, также завоевал серебряные и бронзовые медали чемпионата. Играл в Узбекистане — в «Навбахоре» (бронзовый призёр чемпионата в 1995 году) и в «Динамо» (Самарканд).
Игровую карьеру закончил в 1998 году.
С 2000 года активно занимается тренерской карьерой.
В 2011-м переехал на постоянное место жительства в Казань.
В ноябре 2014 года избран президентом ассоциации предпринимателей-мусульман Российской Федерации. В мае 2016 года сложил с себя эти полномочия по личным обстоятельствам.
С 2016 года занимался созданием Международной ассоциации исламского бизнеса (МАИБ), открытие которой произошло 16 февраля 2017 года в Москве. На мероприятии был подписан меморандум о сотрудничестве между МАИБ и Исламским банком развития (Саудовская Аравия). Кабаев стал президентом ассоциации.

### Тренерская карьера
После завершения игровой карьеры — на тренерской работе. В 2000—2004, 2005—2008 — тренер республиканской школы высшего спортивного мастерства футбола в Ташкенте.
В 2004—2005 — старший тренер ФК «Трактор» (Ташкент), в 2008—2009 — главный тренер дубля ФК АГМК (Алмалык).
С 2009 — главный тренер молодёжной сборной Узбекистана (до 19). В январе 2010 года команда взяла приз «Открытия турнира» на Мемориале Гранаткина. С начала сезона 2011 года — главный тренер заравшанского «Кызылкум». Однако уже в мае, после игры 8-го тура против «Бунедкора», проигранного со счётом 1:4, ушёл из команды по собственному желанию. В августе 2011 года принял приглашение возглавить селекционную службу «Пахтакора».
С 2012 по 2015 старший тренер-селекционер ФК «Рубин» (Казань).

## Семья
Женат. Дочери Алина и Лейсан.

## Общественная деятельность
В ноябре 2014 года по представлению муфтия, председателя духовного управления мусульман Республики Татарстан Камиля хазрат Самигуллина был избран президентом ассоциации предпринимателей-мусульман Российской Федерации.
26 июня 2015 года под его руководством ассоциация предпринимателей-мусульман РФ совместно с духовным управлением мусульман Республики Татарстан организовала ифтар на стадионе Казань Арена, который посетило более 5 тысяч человек, включая государственного советника Республики Татарстан Минтимера Шаймиева и временно исполняющего обязанности президента Республики Татарстан Рустама Минниханова.
С 2017 года возглавляет созданную им международную ассоциацию исламского бизнеса.

## Достижения
- Обладатель Кубка Федерации футбола СССР: 1989[17]
- Чемпион Казахстана 1993[17]
- Серебряный призёр чемпионата Казахстана 1994[17]
- Бронзовый призёр чемпионата Казахстана 1992[17]